# Meigenia majuscula
Meigenia majuscula là một loài ruồi trong họ Tachinidae.